# ガリアーニコ
ガリアーニコ（伊: Gaglianico）は、イタリア共和国ピエモンテ州ビエッラ県にある、人口約3,800人の基礎自治体（コムーネ）。

## 地理

### 位置・広がり
| 隣接するコムーネは以下の通り。 - ビエッラ - カンデーロ - ポンデラーノ - サンディリアーノ - ヴェッローネ |

## 姉妹都市
- ノヴァ・ゴリツァ、スロベニア
- エステーリャ、スペイン
- Deta、ルーマニア